# Земеделие в Древен Египет
Земеделието е било голямото богатство на Египет и централната власт е следяла грижливо за поддръжката на напоителните канали, както и за прибирането на реколтата и съхраняването ѝ за по-неблагоприятни години. Защото, ако така необходимите за отглеждането на културите разливи на Нил (виж Хапи), носещи плодородна тиня и вода, са облекчавали труда на селянина, реката, пак със същите разливи, но прекомерни или недостатъчни, е можела да застраши реколтата. Други бедствия, които грозяли културите, били градушката, рояците скакалци, авлигите и сойките, които изкълвавали плодовете в овощните градини. В писмо, в което се припомня тежкото положение на селянина, един писар допълва списъка на бедствията, споменавайки червея, който унищожава половината от зърното, хипопотама, който поглъща другата половина, мишките, които опустошават полята, врабчетата и добитъка, които дообират малкото останало.
Зърнените култури и лена съставляват основното селскостопанско богатство на Египет. Зърнените култури са пренесени в Египет в епохата на неолита от западните части на Азия (Мала Азия, районите на юг от Кавказ и Каспийско море). Надписите показват съществуването на голямо разнообразие от различни видове пшеница и ечемик, но често е много трудно да се установи точно на какъв сорт съответства даден йероглиф. Египтяните отглеждат три основни вида пшеница: жито (Triticum durum), едро жито (Triticum turgidum) и скорбялно жито (Triticum dicoccum). Освен обикновения ечемик те познават и 6-стенния ечемик (Hordeum hexastichon), а също и пясъчен овес (Avena strigosa) и дура (или сладко сорго). За да се изхранят, египтяните отглеждат основно пшеница – за производство на хляб, както и ечемик за бира, а зърнените храни са тяхното основно богатство. Житните култури са под закрилата на Ренутет, богинята-покровителка на жътвата, а първите плодове на реколтата се поднасят на божеството на района. Ежегодно се отбелязва и големият празник на Мин, богът на плодородието.
Плодните дървета растели свободно или били отглеждани в овощните градини на големите имения или частни градини. Отглеждат се и лозови насаждения, а папирусът растял естествено в Делтата. Развито било и зеленчукопроизводството. Най-древните зеленчуци, познати днес, са лукът, празът и чесънът; баклата, лещата, грахът и леблебията се срещали във всички градини, въпреки че гръцките автори (виж Гърци) твърдят обратното. Марулите били в изобилие, както и краставиците, дините и пъпешите.
Въпреки споменатите неблагоприятни фактори, земеделието е било стимулирано от плодородието на тинята – съставна част на обработваемите земи – и от разливите на река Нил. През есента, щом водите на Нил се отдръпнат и открият обогатената от наносите почва, започвала сеитбата. От Старото царство насам сред рисунките от гробниците откриваме изображения на плуг, съставен от дървен палешник, две ръкохватки, дълъг ок, закрепен за рогата на воловете посредством напречно разположена дървена част; той остава непроменен до края на Новото царство и продължава да бъде използван до днес от феласите. Земята се обработва с малка мотика или с плуга — някой държи ръкохватките, а помощникът води впряга (едва през Новото царство воловете се заменят понякога с мулета). След плугът вървят сеячите; те пълнят кошовете от една голяма купчина, до която седи писарят и си записва колко е взел всеки от чувалите. После напъждат стада кози, овце и свине, които заравят зърното, утъпквайки земята.
Пролетно време, когато житото узрее, пристъпват към жътва. Жътварите прибират житото с къси сърпове и режат с бързи движения високо под класа, работейки под звуците на флейта. След това класовете се връзват на снопи и се товарят на магарета, които ги отнасят към хармана, разположен в близост до селото или до хамбарите. На този кръгъл терен, покрит с добре утъпкана земя, класовете се разсипват, за да бъдат овършани от пуснатото там стадо магарета. Сеното се събира с вили на купи, докато жените веят зърното като го хвърлят нагоре, а вятърът отвява люспите; накрая се пресява зърното, за да бъдат отстранени всички примеси, след което писарите от различните хамбари и „отговорникът по мерките“ идват да пресметнат реколтата, преди чувалите да бъдат изпразнени в хамбарите за зърно; обикновено това са вид силози с формата на пресечен конус, които се пълнят отгоре, докато разположената в основата вратичка, служеща за източване на зърното, стои затворена.